# Iablanița (gmina)
Gmina Iablanița – gmina w okręgu Caraș-Severin w zachodniej Rumunii. Zamieszkuje ją 2281 osób. W skład gminy wchodzą miejscowości Iablanița, Globu Craiovei i Petnic. 